# Kirche Seedorf BE

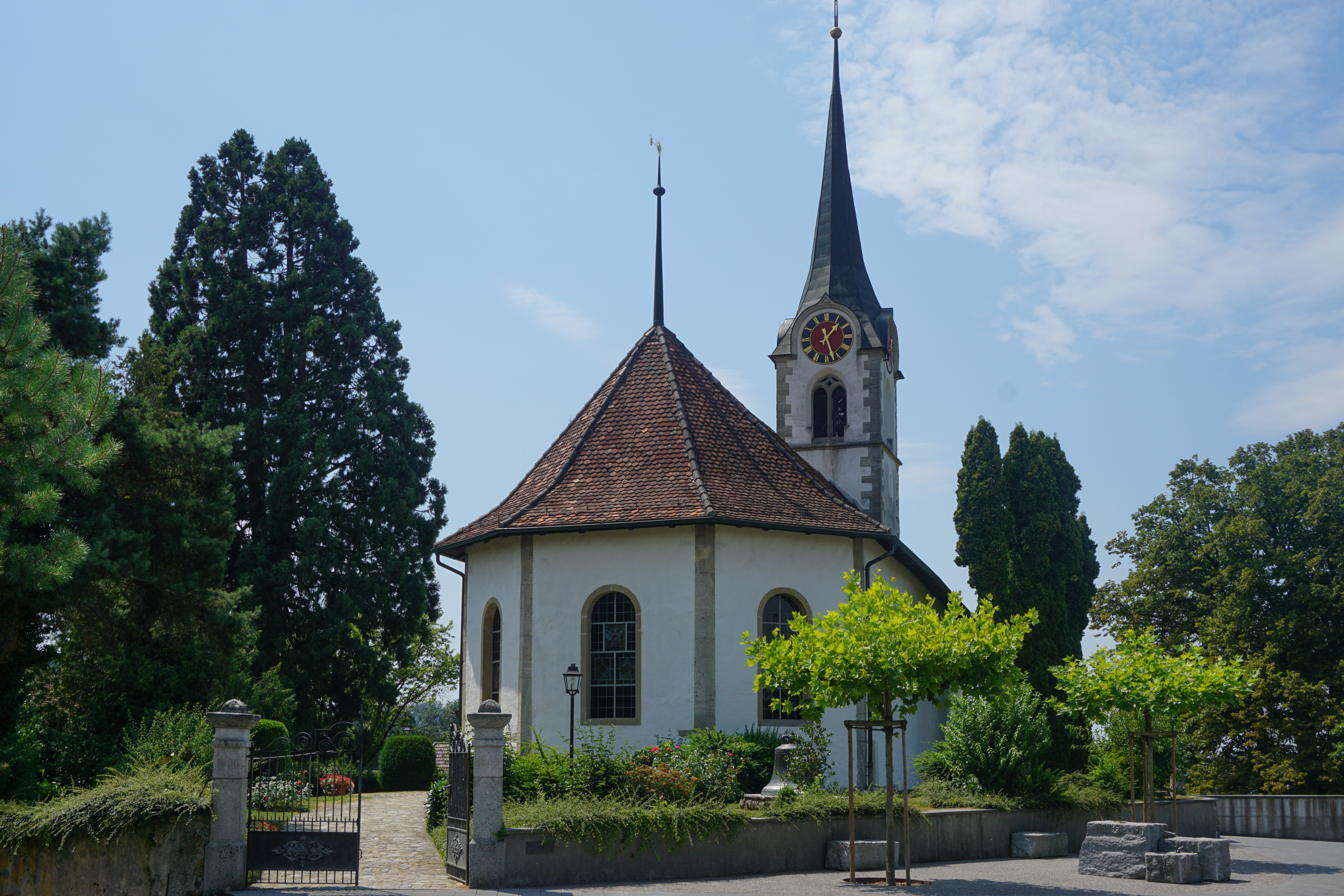
Kirche Seedorf von Norden (2015)

Die Kirche Seedorf ist die reformierte Dorfkirche der Gemeinde Seedorf im Berner Seeland. Die Kirchgemeinde Seedorf umfasst die Dörfer Baggwil, Frienisberg, Frieswil, Lobsigen, Ruchwil, Dampfwil, Seedorf, Aspi und Wiler. In ihren ältesten Teilen besteht die Kirche seit dem 12. Jahrhundert. Sie bildet auf dem mit Stützmauern erhöhten Standort zusammen mit dem Pfarrhaus von 1547, der Pfrundscheune von 1613 und dem alten Gemeindehaus von 1880 ein von Weitem sichtbares Ensemble.

## Geschichte
Erstmals wurden in der Gründungsurkunde der Zisterzienserabtei Frienisberg von 1131 ein Leutpriester Meffried von Seedorf und 40 Jahre später ein Weltpriester Burchard von Seedorf erwähnt. Damit kann die Existenz einer Kirche in Seedorf bereits vor der Klostergründung vermutet werden. Die Kirchgemeinde Seedorf mit den Dörfern Lobsigen, Baggwil und etlichen Weilern, gehörte um 1131 als Eigengut dem Stifter der Abtei Frienisberg, Graf Udelhard von Saugern (Soyhières bei Delsberg). Er hatte vermutlich von seiner Mutter, der Chunizza von Burgund der Tochter der Regina von Oltigen, die Besitztümer geerbt. Seine Enkel Rudolf, Sigmund und Heinrich, Grafen von Thierstein, verkauften der Abtei 1267 den Grundbesitz, das Gericht und den Kirchensatz in Seedorf für 300 Mark Gold und Silber. Die Kirche wurde 1320 dem Kloster inkorporiert. Der Abt von Frienisberg, Otto von Münsingen verkaufte 1380 den Kirchensatz von Seedorf der Stadt Bern. 1386 gelangten die Dörfer der Kirchgemeinde mit dem Burgrechtsvertrag unter die Gerichts- und Steuerhoheit der Landvogtei Aarberg. Nach der Reformation und der Säkularisation der Abtei 1528 fiel der Grund- und Gerichtsbesitz im Kirchspiel Seedorf mit dem Kirchensatz an Bern und wurde bis 1798 von der Vogtei Frienisberg verwaltet. Mit Meikirch bildete Seedorf das „Klostergericht“ im Landgericht Zollikofen. Mit der Einführung der neuen Bernischen Verfassung wurde Seedorf in die Bürger-, Kirch- und Einwohnergemeinde aufgeteilt. Die Schule blieb bis 1833 unter der Leitung und Aufsicht der Kirche. Ein staatliches Schulkommissariat, in dem die Pfarrherren sowie der Lehrer amteten, wurde 1856 in ein Schulinspektorat umgewandelt und damit aus den Pflichten der Pfarrer gelöst.

## Baugeschichte
Die erste romanische Kirche ersetzte vermutlich einen kleineren Vorgängerbau und wurde im 12. Jahrhundert über einem früh- und hochmittelalterlichen Gräberfeld erbaut und hatte ein Langhaus von 17 × 8,7 m und einen durch einen Rundbogen abgetrennten, um je 1,6 m eingezogenen quadratischen Chorraum von 5,2 m Kantenlänge.
Bei den Ausgrabungen der Jahre 1976/1977 fanden die Archäologen unter dem Kirchenlanghaus Gräber aus zwei verschiedenen älteren Epochen. Man fand keine Grabbeigaben die Schlüsse auf die genaue Bestattungszeit zuliessen.
Im Februar 1858 kam bei Grabungen im Bereich des alten Gemeindehauses in einem Felseneinschnitt ein steinerner Sarkophag aus dem 7. oder 8. Jahrhundert zum Vorschein, der heute neben dem Turm aufgestellt ist. Der Berner Altertumsforscher Albert Jahn beschreibt diesen Fund in einem Artikel als roh behauenen Muschelsandsteinblock, mit einem separaten Deckel versehen, der bei der Bergung zerbrach und verschwunden sei. Sein Alters sei unbestimmbar, jedoch wesentlich älter als die Kirche. Es seien wiederholt auch weitere in den Gesteinsgrund gewölbte Grablegen gefunden und dabei unsorgfältig zerstört worden.
Der ehemalige Haupteingang der Kirche befand sich an der Westfront. Von den romanischen Fenstern sind heute noch zwei an der Nordwand und vier an der Südwand erhalten.
Im 14. Jahrhundert wurde die Westseite des Langhauses erneuert. Das Hauptportal wurde aus der Mittelachse südlich verschoben. Es ist heute zugemauert und aussen neben dem späteren Turm mit dem spitzbogigen Gewände sichtbar. Das noch vorhandenes Rundbogenportal mit 1,5 m Breite und 2,4 m Höhe in der Mitte der Südwand dürfte in dieser Zeit entstanden sein. Aus dem 14. Jahrhundert stammen auch die meisten Wandmalereien.
Anstelle des Westportals wurde im 16. Jahrhundert der neue Zugang an der westlichen Seite der Südwand erstellt. Über dem Portal sind zwei Wappen mit dem Berner Bären und die Jahreszahl 1584 eingemeisselt.
Der spätgotische Taufstein von 1582 trägt in griechischer Schrift das Bibelwort „Nach seinem Erbarmen rettet er uns durch das Bad der Wiedergeburt“. Am Sockel trägt er die Wappen der Familie von Mülinen, zwei Bernerwappen, des Klosters Frienisberg und des Zisterzienserordens. Er steht heute mit einem modernen Messingdeckel bei der Kanzel im Chorbereich.

Kirche mit Pfarrhaus (1824)

1640 baute man mit Muschelsandstein, vermutlich vom nahen Schallenberg bei Allenwil, den 37 m hohen Turm an der Westwand des Langhauses. Sein barockes Schweifgiebeldach wurde 1862 durch das heutige Helmdach mit Kreuz und Wetterfahne ersetzt.
Mit den Umbauten zu Beginn des 18. Jahrhunderts hat man die Kirche dem Barockstil der Zeit angepasst. Die Wand zum Chor wurde geöffnet und der Chorbogen entfernt. Anstelle des quadratischen entstand ein oktogonaler Chor, mit drei hohen Fenstern, in der gleichen Breite und Höhe des Langschiffes. Die romanischen Fenster im Obergaden wurden zugemauert und dafür zwei grosse Stichbogenfenster eingebaut, dazu ein dritter Eingang an der Südseite neben der Kanzeltreppe zum Chorraum. Über den zwei jüngeren Türen wurden Radfenster ausgebrochen. Die barocke Decke war zur Vermeidung harter Übergänge mehreckig gestaltet.
Der Kunstmaler Ernst Linck, der die Berner Brunnen farblich gefasst hatte und für die Kirche von Kirchlindach das Chorfenster mit der Christusfigur entwarf, wurde 1924 mit der farblichen Gestaltung der Innenwände beauftragt, wobei er angeblich seiner künstlerischen Freiheit keinen Zwang antat.
1976/1977 wurde die Kirche total renoviert. Es wurde versucht den ursprünglichen Zustand so weit als möglich wiederherzustellen. Beim Abtragen der Farbschichten kamen die zugemauerten romanischen Fenster wieder zum Vorschein. Daraufhin wurden die hohen Fenster aus dem 18. Jahrhundert zugemauert und die Fensteröffnungen im Obergaden wieder hergestellt. Die Malereien aus den Fensterlaibungen sind auf Tafeln aufgezogen an der Nordwand befestigt. Fragmente von mittelalterlichen Fresken wurden wieder sichtbar gemacht und die Wände in hellem Weiss gestrichen. Die Decke wurde vom barocken Zierrat befreit und mit Holzbrettern verschalt, so wie es im 16. Jahrhundert üblich war. Aus praktischen Gründen hat man den Taufstein seitlich zur Kanzel verschoben um Platz für Konzertdarbietungen in der Kirche zu schaffen. Aussen wurden die zwei Pforten zum Schiff mit einem langen Vordach überdeckt.

## Ausstattung
Die Kanzel von 1715 ist mit den gleichen barocken Stilelementen wie das Chorgestühl gestaltet. Neben den drei überhöhten Chorgerichtsstühlen sind für die Taufpaten fünf Stühle im sogenannten „Gottengestühl“ umschlossen.
Darüber an der nördlichen Chorwand hat die Witwe des 1758 verstorbenen Johann Rudolf von Steiger, des letzten Landvogts von Frienisberg, ein „Denkmal ihres Schmerzes“ errichten lassen. Eine beschriftete Tafel aus schwarzem Marmor wird von einem Rahmen aus Sandstein umfasst. Darüber ein Waffenzierhelm und ein geschwungener Bogen mit zwei weinenden Putti und einer zapfenähnlichen Vase. Unter der Schriftplatte das Wappen der Steiger mit dem Steinbock.

### Wandmalereien
Bei den Restaurierungsarbeiten 1976/1977 wurden unter mehreren Putzschichten Malereien aus dem 14. Jahrhundert entdeckt. Von den Fresken aus früheren Epochen ist an der Nordwand schwach sichtbar eine noch ältere, hohe Christophorusfigur ohne Kopf und Fusspartie vorhanden. Lediglich wenige Bart- und Kopfhaare und Reste eines Heiligenscheins und ein mit Rauten und Kreisornamenten verzierter Rock und Mantel sind erhalten geblieben. An der Südwand ist ein Lebensbaum mit nackten Figuren und Spuren weiterer Bildnisse und Ornamente zu sehen. Weitere florale Elemente befinden sich in den romanischen Fenster- und Türgewänden.

### Wappenscheiben
Die Bedeutung der Kirche von Seedorf neben Frienisberg als Sitz eines Landvogts, wurde 1716 durch die Stiftung von Glasmalereien durch Berner Regierungsmitglieder betont. Es sind dies im linken Fenster das Wappen des Venners Albrecht von Erlach, 1679 bis 1685 Landvogt zu Frienisberg und das Wappen von Niklaus Tscharner, derzeitiger Venner. In der Mitte unter dem Wappen der Stadt Bern, das Wappen des Burckhart Engel, 1712 bis 1718 Landvogt zu Frienisberg und des Deutscheckelmeisters Gabriel Thormann, 1654 bis 1716
Im rechten Fenster befinden sich die Wappen des Venners 1636 bis 1719, Carolus von Büren, Freiherr von Vaumarcus und des Ludwig Lerber, Landvogt von 1656 bis 1662. Im Radfenster ist das des Prädikanten David Hug von Seedorf. Die Wappenscheiben stehen unter Denkmalschutz.

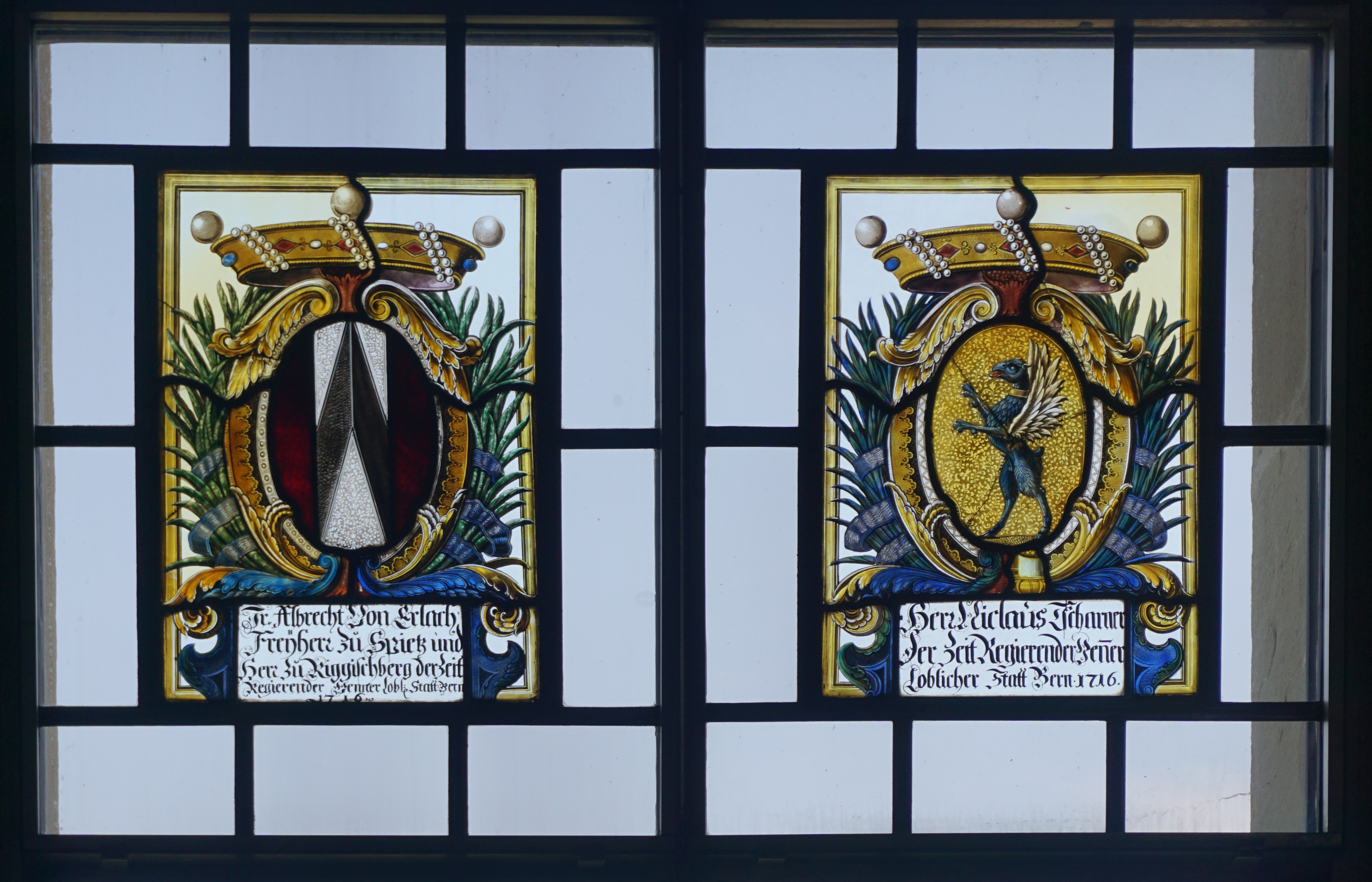
Wappen des Venners Albrecht von Erlach, 1679 bis 1685 Landvogt zu Frienisberg und das Wappen von Niklaus Tscharner, derzeitiger Venner
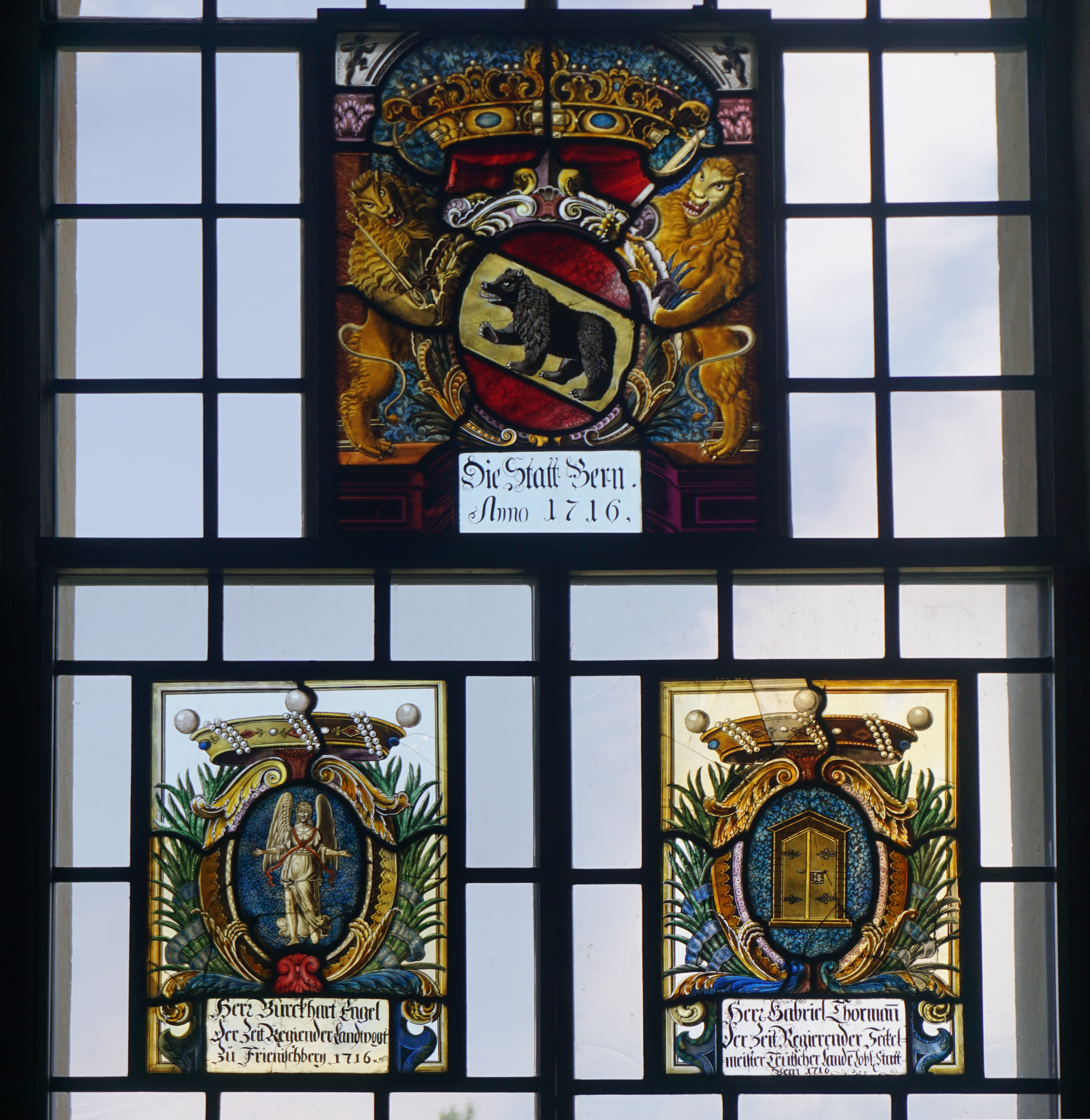
Wappen der Stadt Bern, das Wappen des Burckhart Engel, 1712 bis 1718 Landvogt zu Frienisberg und des Seckelmeisters Gabriel Thormann, 1654 bis 1716
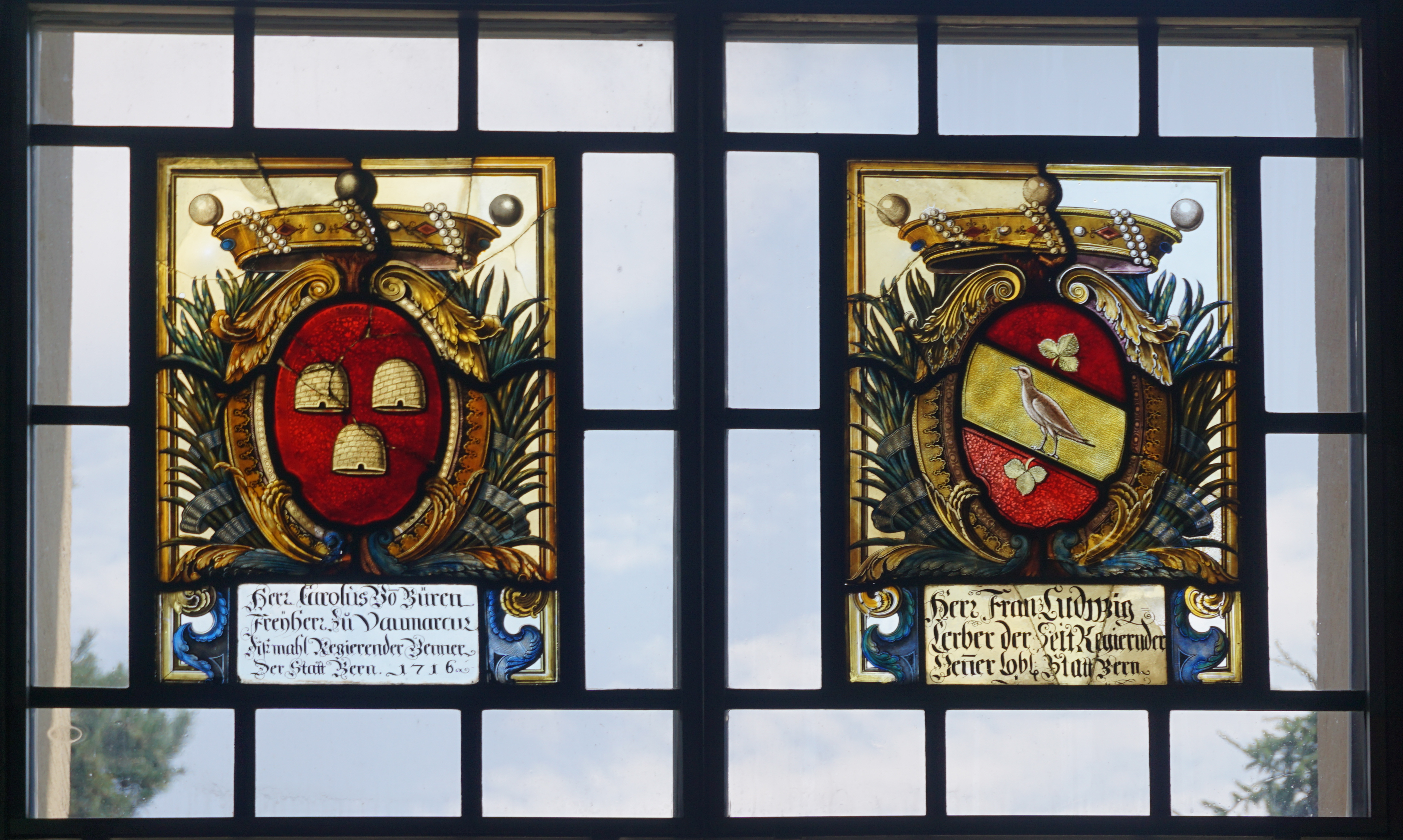
Wappen des Venners 1636 bis 1719, Carolus von Büren, Freiherr von Vaumarcus und des Ludwig Lerber, Landvogt von 1656 bis 1662
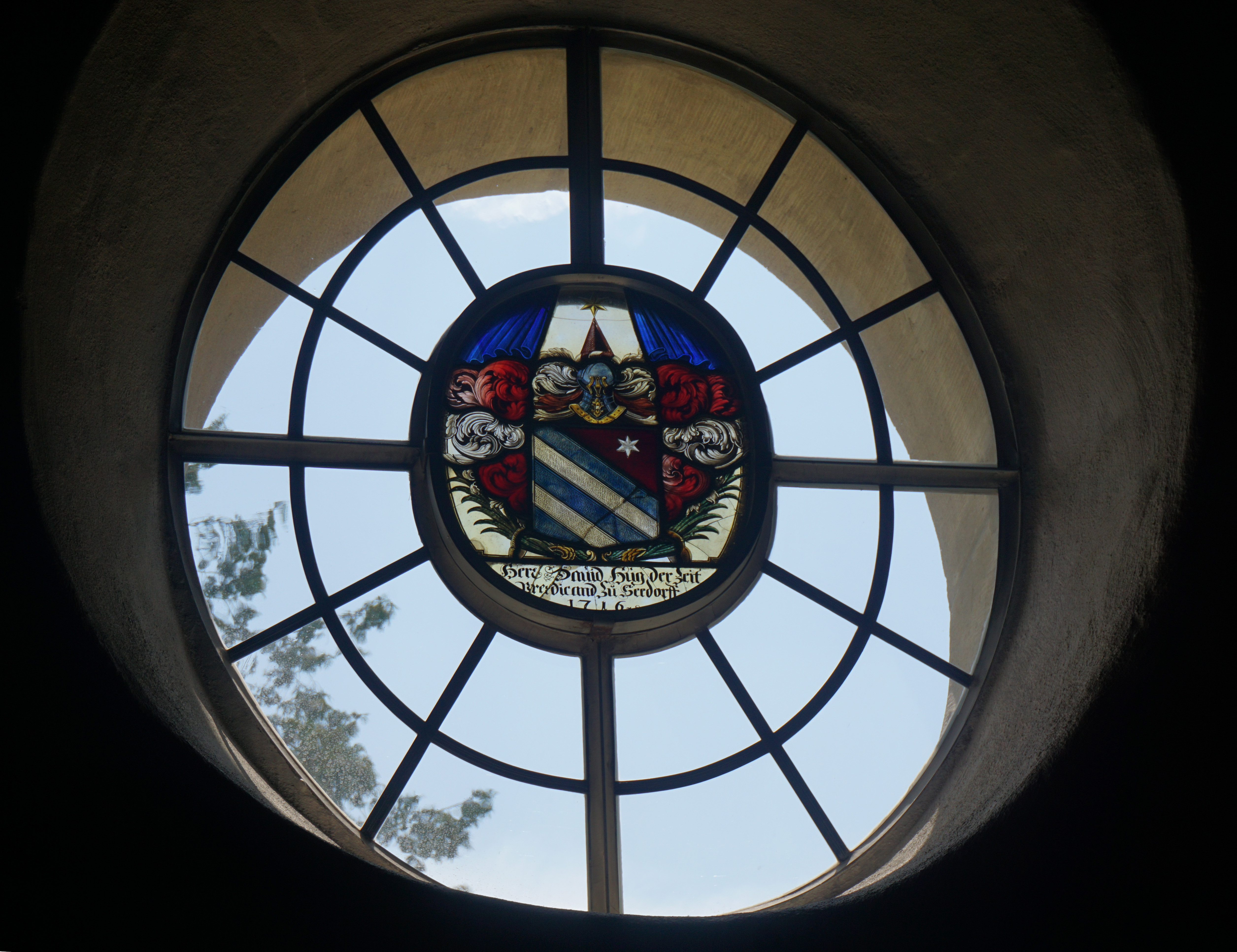
Wappen des Prädikanten David Hug von Seedorf

Die Wappenscheiben wurden 2017 nach einem Beschluss der Kirchgemeindeversammlung ohne Zustimmung der Denkmalpflege des Kantons Berns entfernt, um gegen die Streichung von Pfarrstellen zu protestieren. Geplant ist zudem die Wappenscheiben längerfristig durch solche mit religiösen Symbolen zu ersetzen.

### Orgeln
1836 erhielt Seedorf eine erste Orgel auf der neuerstellten Empore. Den Gebrüdern Wahli, Orgelbauer auf dem Ferenberg wurde Geld aus der Gemeindekanzlei bezahlt. Der Gesamtpreis betrug 2 370.50 Fr. Es soll sich um ein Werk mit zwölf Registern gehandelt haben. Davor sorgten seelandtypische Singcollegii und acht Musikanten für die musikalische Unterstützung der sonntäglichen Predigt.
1925 baute Goll eine neue Orgel vermutlich in dem alten Gehäuse, die bis 1963 im Einsatz war.
Die moderne Orgel von Kuhn AG, Männedorf wurde 1964 auf der Empore aufgestellt. Mit zwei Manualen und Pedal sowie 19 Registern und einem Auszug wird das Hauptwerk und das Rückpositiv bedient. Die Kosten für die Orgel und die Umgestaltung der Empore betrugen 96 000.- Franken.

### Glocken und Turmuhr
Die zwei alten Glocken wurden 1950 vom Turm geholt und beim nördlichen Kirchenzugang aufgestellt. Johann Witzig aus Biel goss die grössere 1723 als Umguss der gespaltenen Vorgängerin und versah sie mit den Namen der Spender. Die kleinere stammt aus dem 15. Jahrhundert. Sie trägt den Spruch: O rex glorie veni nobis cum ave maria gratia Eine zu ihr passende Gussgrube wurde mit einer zweiten bei Ausgrabungen in der Kirche freigelegt.
Um das schwache zweistimmige Geläute zu ersetzen, erzielte 1949 eine freiwillige Sammlung den Betrag von 46 388.85 Franken. Damit konnte man ein elektrisch betriebenes Geläute anschaffen.
Die vier neuen Glocken wurden am 24. Februar 1950 im Beisein vieler Gemeindemitglieder durch die Firma H. Rüetschi AG, Aarau gegossen und von vier Pferdefuhrwerken von der Bahnstation Suberg zur Kirche Seedorf geführt. Am 6. Mai 1950 wurden sie aufgezogen. Tatsächliche Kosten: 56 000 Franken
Die Glocken tragen die Namen der Evangelisten und je einen passenden Bibelspruch:
Die Johannesglocke wiegt 1600 kg, Ton D. Jedermann wird erkennen, dass ihr meine Jünger seid, so ihr Liebe untereinander habt.
Die Matthäusglocke wiegt 1050 kg, Ton F. Dein ist das Reich und die Kraft und die Herrlichkeit.
Die Lukasglocke wiegt 800 kg, Ton G. Ehre sei Gott in der Höhe und Friede auf Erden und den Menschen ein Wohlgefallen.
Die Markusglocke wiegt 400 kg, Ton A. Himmel und Erde werden vergehen, meine Worte aber werden nicht vergehen.
Die Turmuhr mit ihren vier Zifferblättern ist noch im originalen Zustand von 1899 und läuft bisher ohne grosse Reparaturen.